# CEプリンシパト
CEプリンシパト （Club Esportiu Principat）は、アンドラ公国、アンドラ・ラ・ベリャを拠点としていたサッカークラブ。アンドラ・リーグの1部に所属していた。
1997-98シーズンにUEFAカップの予選1回戦に初参加し、スコットランドのダンディー・ユナイテッドFCと対戦したが、2試合合計0-17で敗れた。

## タイトル

### 国内タイトル
- アンドラ・リーグ: 3回

1996-97, 1997-98, 1998-99
- アンドラカップ: 5回

1994–95, 1995–96, 1996–97, 1997–98, 1998–99

## 過去の成績
- 2000-01 プリメーラ・ディビシオ 4位
- 2001-02 プリメーラ・ディビシオ 5位
- 2002-03 プリメーラ・ディビシオ 5位
- 2003-04 プリメーラ・ディビシオ 5位
- 2004-05 プリメーラ・ディビシオ 4位
- 2005-06 プリメーラ・ディビシオ 7位
- 2006-07 プリメーラ・ディビシオ 5位
- 2007-08 プリメーラ・ディビシオ 5位
- 2008-09 プリメーラ・ディビシオ 4位
- 2009-10 プリメーラ・ディビシオ 5位
- 2010-11 プリメーラ・ディビシオ 6位
- 2011-12 プリメーラ・ディビシオ 5位
- 2012-13 プリメーラ・ディビシオ 5位
- 2013-14 プリメーラ・ディビシオ 8位

## 欧州カップ戦の戦績
2008年12月時点
| シーズン  | 大会       | ラウンド  | クラブ                     | H    | A   | 通算 |
| --------- | ---------- | --------- | -------------------------- | ---- | --- | ---- |
| 1997-98   | UEFAカップ | 予選1回戦 | ダンディー・ユナイテッドFC | 0-8  | 0-9 | 0-17 |
| 1998-99   | UEFAカップ | 予選1回戦 | フェレンツヴァーロシュTC   | 1-8  | 0-6 | 1-14 |
| 1999-2000 | UEFAカップ | 予選      | バイキングFK               | 0-11 | 0-7 | 0-18 |